# Мікросоціологія
Мікросоціологія — сукупність соціологічних знань з протилежною щодо макросоціології пізнавально-гносеологічною орієнтацією на вивчення так званих мікрооб'єктів (міжособистісні взаємодії, стосунки, комунікативні зв'язки в малих групах, поведінка індивіда, окремі «мікромасштабні» соціальні явища та процеси тощо). Ця орієнтація визначає рівень узагальнення у мікросоціології — емпіричний, завдяки чому в структурі цього типу знань переважають описові мікротеорії, що ґрунтуються в основному на теоретико-пізнавальній платформі індуктивізму та суб'єктивізму. Що ж до світоглядно-ідейних засад мікросоціології, то визначальною з-поміж них є ідея взаємодії людських індивідів, яка інтерпретується, як правило, в термінах біхевіористської або феноменологічної традиції.

## Теорія
Серед американських учених гуманітарного спрямування на основі філософії прагматизму та біхевіористської психології, набули поширення соціально-психологічні дослідження міжособистісного спілкування на рівні малих (зокрема первинних) груп, удосконалювалася техніка експериментального вивчення соціальних механізмів людської поведінки. Вже перші спроби теоретичного осмислення нового досвідного матеріалу дали змогу вийти на незнаний раніше горизонт соціальної реальності — мікропроцеси людської взаємодії в повсякденному житті. Формування нової галузі знань, згодом названої мікросоціологією, розпочалося в 30-х роках XX століття і завершилось розмежуванням з традиційною соціологією макропроцесів у 1960-ті роки.
Мікросоціологія існує як узагальнюючий термін для перспектив, які зосереджені на агентності, таких як теорія соціальної дії Макса Вебера, а також різних методів, зокрема, в американській соціології. Сам термін «мікросоціологія» увів до наукового обігу Жорж Ґурвіч у 1939 році, запозичивши його з мікрофізики та виходячи з найпростішого та нестабільного характеру повсякденних форм соціальності. Це також забезпечило додатковий вимір для досліджень соціальної психології, соціології та соціальної антропології — більше орієнтований на індивідуальні взаємодії та мислення в групах, а не тільки на поведінку у великих соціальних групах, суспільстві. На мікрорівні, соціальний статус і соціальні ролі є найбільш важливими компонентами соціальної структури. Мікросоціологія формує важливу перспективу в багатьох областях досліджень, в тому числі в сучасних психологічних дослідженнях, розмовному аналізі та взаємодії людини з комп'ютером. Мікросоціологія продовжує серйозно впливати на дослідження в усіх людських царинах, часто під іншими назвами.

## Основні концепції мікросоціології
У зв'язку з цим виділяється низка мікротеорій та їх численних модифікацій, у яких як визначальний розглядається психологічний фактор. Це, зокрема, теорія соціального обміну Дж. Гоманса, П. Блау та Р. Емерсона, теорія символічного інтеракціонізму Дж. Міда, Г. Блумера, А. Строса та ін., феноменологічна соціологія А. Шюца, теорія «легітимації» П. Бергера та Т. Лукмана, екзистенціальна соціологія Дж. Вайлда, етнометодологія Г. Ґарфінкеля, А. Сікурела, Д. Дугласа, П. МакГ'ю та ін., соціометрія Я. Морено, «драматургійна» соціологія Е. Ґофмана, постмодернізм Ж. Ліотара, Л. Вітґенштайна, К. Леві-Строса, М. Фуко та ін. Усі ці теорії змальовують людську поведінку з позиції виявлення та опису її внутрішніх психологічних елементів, у результаті чого вона постає як постійно відтворюваний феномен духовної взаємодії індивідів, якому приписується той чи інший сенс за допомогою процедур інтерпретації.
В теорії соціального обміну Дж. Гоманса розглядається «оперантна» поведінка, здійснювана в межах «стимул — дія — винагорода (або покарання)», тобто в координатах обміну дії на винагороду, що є результатом соціального засвоєння стимулів, досвіду.
Символічний інтеракціонізм Дж. Міда осмислює соціальну поведінку як взаємодію (інтеракцію) індивідів на несимволічному (через безпосередні реакції) та символічному рівнях, на яких відбувається обмін значеннями, сенсами, тобто діалог.
Для феноменологічної соціології є важливою проблема формальних структур повсякденних людських взаємодій, з допомогою яких долається унікальність біографічних ситуацій індивідів, своєрідність особистого досвіду кожного з них і створюються предметно-сенсові передумови (типології, ідеалізації, системи релевантностей тощо) для їх взаєморозуміння.
Етнометодологія шукає нормативні елементи в самій поведінці, а не за її межами.
В теорії «легітимації» обґрунтовується необхідність зовнішнього закріплення в стійких структурах життєвого середовища нестійких внутрішніх моделей людської поведінки.
Соціометрія вивчає поведінку індивідів та їх місце в малих групах, системах неформальних зв'язків за допомогою індивідуальних самооцінок, «картин» симпатій-антипатій, що дає змогу з'ясовувати ступінь інтегрованості індивідів у групу, інтенсивність їх взаємодій тощо.
У «драматургійному» підході Е. Ґофмана поведінка осягається через необхідність взаємодіючих акторів (індивідів) спільно визначати соціальну ситуацію, правила гри, чинити взаємний психологічний тиск один на одного. При цьому кожен має подати себе у такий спосіб, у такій ролі, щоб викликати в інших відповідну реакцію. Для цього індивідові слід володіти багатьма "маніпулятивними «Я», відповідно до яких можна грати різні ролі, здійснювати «сценічне керівництво» як своєю поведінкою, так і поведінкою інших у взаємодії з ними.

## Розмежування між мікро- та макросоціологією
Тривала полеміка, що розгорнулася між прихильниками мікро- та макросоціології, точилася в основному навколо методологічних питань: що має вивчати соціологія та в який спосіб. Перші наполягали на тому, що наука повинна виходити лише з даних досвіду, а її теоретичні поняття мають бути обґрунтовані емпірично. Тому єдиною реальністю для соціолога вони визнавали або факти поведінки людей, або прояви їхньої свідомості, які фіксуються в експерименті чи безпосередньому спостереженні. Зрозуміло, що одержати таку емпіричну базу можна, лише працюючи з порівняно невеликими піддослідними групами. Підвищені вимоги ставились і щодо логічної коректності узагальнень та формування теоретичних понять.
Власне, мова йде про різне «бачення» однієї й тієї самої соціальної реальності, різні підходи та методи її дослідження. Для макросоціології — це будова суспільства, взаємозалежність та взаємодія його великомасштабних структурних утворень, які в кінцевому підсумку могли б бути інтерпретовані як чинники конкретних форм соціальної поведінки індивідів і груп. Мікросоціологія ж зорієнтована на вивчення механізмів взаємодії людей на особистісному рівні, який її прихильниками вважається базовим і розглядається як вирішальний у формуванні більш складних форм соціальної поведінки. Зазначене розмежування склалося історично і відтворює послідовність заглиблення соціальної науки у свій предмет — природу людської соціальності. Протягом останніх десятиліть XX — на початку XXI століття спостерігаються спроби зблизити дослідницькі підходи як шляхом побудови проміжних, опосередкованих теоретичних концепцій, так і поєднанням методичних засобів і технічних прийомів.
Дж. С. Колмен запропонував концепцію мікро-макро переходів для уникнення розриву між рівнями соціологічного аналізу. Ця концепція знайшла продуктивне застосування у конкретних соціологічних дослідженнях.